# Bourges Foot 18
El Bourges Foot 18 es un equipo de Fútbol de Francia que juega en el Championnat National 2, la cuarta división nacional.

## Historia
Fue fundado el 18 de mayo de 2021 en la ciudad de Bourges del departamento de Cher luego de la fusión de los equipos Bourges 18 y Bourges Foot, los dos equipos de fútbol más importantes de la ciudad, tomando el lugar de Bourges 18 en el Championnat National 2.
Los presidentes de los dos equipos fusionados se convirtierion en copresidentes del nuevo club y los colores del club serían rojo y blanco. El primer entrenador en la historia del club sería Laurent Di Bernardo, quien fuera el entrenador del Bourges Foot.
En su primera temporada de vida terminaron en tercer lugar del Grupo D, no lograron el ascenso.